# 山路彰善
山路 彰善（やまじ あきよし、天保12年（1841年） - 明治21年（1888年）6月5日）は、幕末の天文学者。最後の天文方山路彰常の嫡男。歴史家山路愛山の父。通称・一郎。

## 経歴
父の元で天文方見習を務めており英語や数学に優れていたが、大叔母である奥留ふき子（曽祖父山路徳風の実娘）の意向を受けた父の命によってふき子の娘・けい子（愛山の生母）を娶わせられたことから、父と不仲となり、けい子が慶応3年7月5日（1867年8月4日）に病没した後も解消されたなかったという。
江戸城が開城されると、彰義隊に参加して上野戦争で敗北、一旦は自宅に戻ったものの、榎本武揚の旧幕府海軍とともに江戸を脱出し、以後旧幕府軍とともに各地を転戦、箱館戦争で敗れて捕らえられて津山藩に預けられた。明治5年（1872年）に赦免されて、父に引き取られて息子が待つ静岡に赴いた。だが、失意のうちに旧幕臣の授産施設である横内勧工所に勤めながら、息子の愛山に手習いや英語を教えてその教育に務めつつも、酒に浸るようになっていった。愛山が小学上等3年で就学を断念して就労独学に至った背景には、一郎の放蕩による家産の喪失という事情があったとされている。晩年は愛山の影響を受けてキリスト教を信じるようになると、酒を断って「徳川武士の典型的老士」（愛山の回想より）として没したという。